# سیارک ۵۲۶۰
سیارک ۵۲۶۰ (به انگلیسی: 5260 Philveron، نامگذاری:1989RH) پنج هزار و دویست و شصتمین سیارک کشف شده‌است که در ۲ سپتامبر ۱۹۸۹ کشف شد.
قدر مطلق سیارک برابر ۱۳٫۲۰ است.